# خوان الباريث مينديثابال
ولد خوان الباريث مينديثابال في تشيكلانا دي لا فرونتيرا بمقاطعة قادش في 25 فبراير 1970، وتوفي في مدريد 3 نوفمبر 1835، كان سياسياً ليبرالياً ورجل أعمال اسباني، من أصل متواضع نسبياً، وأصبح قائداً للثورة الليبيرالية الإسبانية. وهو ابن التاجر الإسباني رافاييل الباريث مونتانييس ومارغريتا مينديز، تعلم اللغات الحديثة ودربه والده على الأعمال التجارية.
تزوج مينديثبال في 21 فبراير 1812 من تيريزا البارو ومنذ ذلك الحين قرر تغيير اسم عائلته من مينديز إلى مينديثابال لإخفاء أصل مينديز اليهودي وفقا للرأي العام. وعائلة مينديز الّتي كانت تنتمي لها والدته كانت معروفة بصناعة السجاد التجارية ومعروفة بمقاطعة قادش كعائلة من عائلات المسيحيين الجدد من أصل كونفرسوس اليهود. ويفسر المؤرخ خوان بان مونتوخو قراره في تغيير اسم عائلته لمينديثابال -وأصل هذا الاسم من إقليم الباسك- لضمان تطهيره من الأصول اليهودية.
عمله الأول كان في بنك ومن ثم في الإدارة العسكرية خلال حرب الاستقلال الإسبانية، وفي عام 1820 تم تعيينه المورد العسكري للقوات التي أرسلها فيرديناند السابع لقمع الثورات في أمريكا، وقد قام بتمويل التمرد العسكري الّذي قام به الجنرال الإسباني رافاييل ديل رييغو.
قام باستعادة سلطته المطلقة عندما قام فيرديناند السابع بإلغاء دستور 1812. وفي عام 1823 ذهب مينديثابال والعديد من الليبيراليين الثوريين إلى المنفى، وقام بأعمال تجارية في المملكة المتحدة.
عُين وزيراً للمالية في عام 1835 تحت رئاسة خوسيه ماريا كويبو دي يانو، وفي 14 ايلول نجح كويبو دي يانو وحافظ على منصب كوزير للمالية خلال الوضع الاقتصادي الحرج بسبب النفقات العسكرية للحرب الكارلية الأولى.
اعتقدت الملكة ريجنت ماريا كريستينا أن رئيس الوزراء الليبيرالي سيعقد التمرد، فأوجدت برنامج مينديثابال السياسي(المصادرة الكنسية) الذي يتضمن نهاية فورية للحرب الكارلية والقضاء على الدين العام.
وبسبب استحالة إنهاء الثورات الكارلية أُجبِر مينديثابال على الاستقالة في عام 1836. بعد بضعة أشهر حصلت ثورة في لا جرانخا جعلت الملكة تقبل الحكومة الراديكالية وإعادة دستور 1812. عُين فيها مينديثابال وزيراً للمالية حيث قام بسلسلة من التغيرات الجذرية كإلغاء العشر (ضريبة الجمارك) والمانورالية، حرية الصحافة، مصادرة أملاك الكنيسة. وفي عام 1837 انتخبت حكومة أكثر اعتدالاً. عين منديثابال مرة أخرى وزيراً للمالية في عام 1843 ولكنه نُفِيَ مرة أخرى عندما جاء المعتدلين إلى السلطة.
في عام 1847عاد إلى إسبانيا واحتل مقعداً في السلطة التشريعية في إسبانيا حتى وفاته في عام 1853.